# 1875 en Lorraine
Chronologie de la Lorraine
- 1871
- 1872
- 1873
- 1874
- 1875
- 1876
- 1877
- 1878
- 1879

Cette page est une liste d'événements qui se sont produits durant l'année 1875 en Lorraine.

## Événements

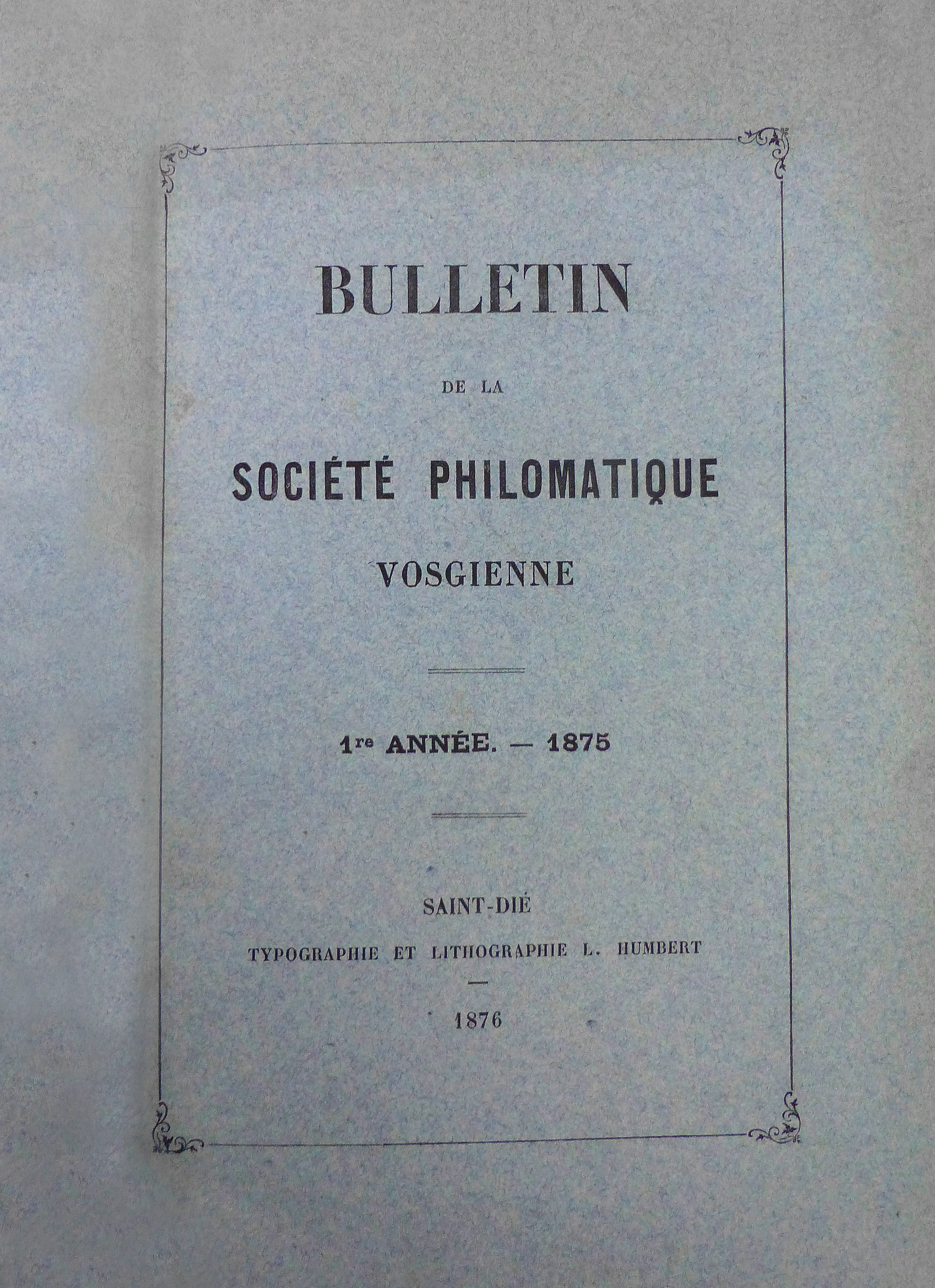
Premier numéro broché non relié du Bulletin de la Société philomatique vosgienne (1875)

- Fondation de la Société philomatique vosgienne à Saint-Dié-des-Vosges[1].
- Ouverture de la mine du bois du four à Pont-Saint-Vincent[2]
- Achèvement de la Basilique Saint-Epvre de Nancy[3].
- Achèvement des travaux du Fort de Queuleu[4].
- Création de l'Institut National des Jeunes Sourds de Metz[5] sous le nom de ’Institution Impériale de Sourds-Muets rue des Capucins[6].

- 23 juillet : création du "comité des promenades" de Gérardmer, qui prendra le nom de "syndicat d’initiative" en 1919[7],[8].
- 21 décembre :  mise en service d'un tramway hippomobile à Metz, avec la ligne "Gare centrale - Rue du Palais"[9].

## Inscriptions ou classements aux titre des monuments historiques
- En Meurthe et Moselle : Église Sainte-Agathe de Longuyon[10], Église Saint-Rémy d'Olley[11].
- En Meuse : Église Notre-Dame de Mont-devant-Sassey [12]

## Naissances

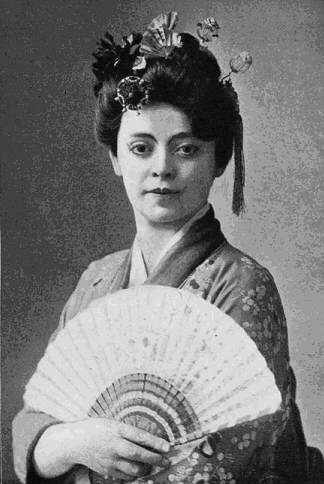
Valerie Bergere

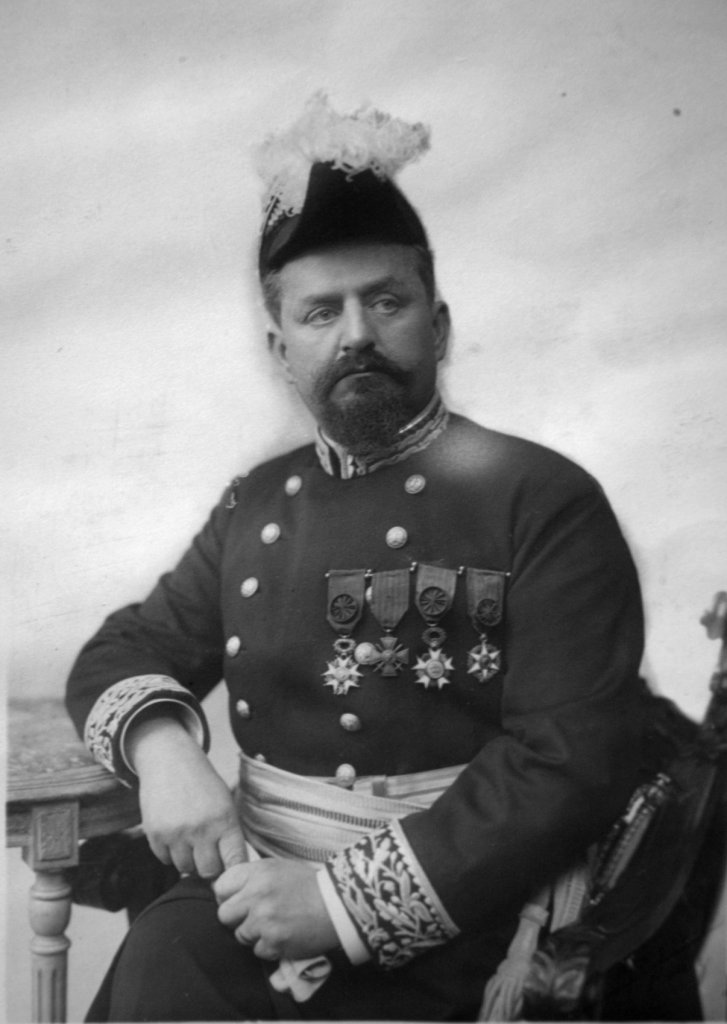
Jean Grillon

- 2 février à Metz : Valérie Bergère, comédienne germano-américaine de l'Entre-deux-guerres, active à Broadway. Valérie Bergère naît pendant la première annexion allemande. Elle émigre aux États-Unis, où elle joue la comédie et tourne des rôles secondaires dans plusieurs films. Valérie Bergère décède le 16 septembre 1938, à l'âge de 63 ans à Hollywood, en Californie.
- 25 février à Nancy : René Dollot (1875 - 1962), diplomate et auteur français.
- 6 mars à Isches dans les Vosges : Paul Elbel, décédé le 9 avril 1940 à Paris, professeur de lettres puis, après sa participation militaire à la Grande Guerre, administrateur de services étatiques dédiés au commerce et aux services et transports marchands, avant d'être un homme politique (parlementaire et ministre).
- 7 mars :
  - à Maxéville : Thierry de Martel, mort le 14 juin 1940 dans le 16e arrondissement de Paris, médecin, chirurgien, pionnier de la neurochirurgie française.
  - à Verdun : Gustave Pierre, mort à Paris le 17 mars 1939, est un artiste peintre et aquafortiste français.
- 23 avril à Nancy : Antonia Corisande Élisabeth de Gramont, morte le 6 décembre 1954 à Paris dans le 16e arrondissement, est une femme de lettres et aristocrate française, surtout connue pour sa longue relation homosexuelle avec Natalie Clifford Barney. Surnommée « la duchesse rouge », ou « Lily » dans le cercle familial, elle écrivait sous son nom de femme mariée, Élisabeth de Clermont-Tonnerre, ou sous celui d'Élisabeth de Gramont.
- 21 mai à Rambervillers : Maurice Perrin (décédé le 18 octobre 1956 à Nancy), professeur de médecine à Nancy.
- 25 mai à Laval-sur-Vologne (Vosges) : Paul Nicolas, mort le 22 février 1952 à Nancy, maître verrier français.
- 28 mai à Jorxey : Jean Lescoffier, professeur de lettres français, né le 28 mai 1875[13], décédé le 15 décembre 1947 à Vanves. Certifié et agrégé de littérature devenu après 1904 chercheur spécialisé dans les lettres nordiques a été un animateur des échanges associatifs entre la France et la Norvège, premier élu parmi d'autres pays nordiques.
- 7 juillet à Nancy : René Jacques Lévy, mort le 15 avril 1912 dans le naufrage du Titanic, chimiste français, auteur de plusieurs brevets exploités par la société Air liquide.
- 12 août à Nancy : René-Auguste Fould (décédé le 11 mai 1961 à Paris), industriel français.
- 15 septembre à Nancy : Léon Cayotte, mort à Nancy le 30 août 1946[14], architecte français. Il n'a jamais fait partie de l'École de Nancy mais a appartenu à cette génération nancéienne de l'Art nouveau.
- 16 septembre à Nancy : Jean Grillon, homme politique français mort le 8 septembre 1924 à La Doué, commune de Courçay (Indre-et-Loire). Il est député de Meurthe-et-Moselle de 1906 à 1910.
- 27 octobre à Toul : Louis Colson, décédé à Paris le 7 mars 1951, général et homme politique français.
- 16 décembre à Nancy : Jules Casimir Wielhorski[15], mort le 24 février 1961 à Kérity (Penmarc'h), peintre français d'origine polonaise.

## Décès
- 8 mai à Nancy : Mathias Hémardinquer, né le 15 février 1822 à Nancy, universitaire français.
- 29 juillet : François Leclerc est un homme politique français né le 30 novembre 1796 à Nancy (Meurthe).
- 16 septembre à Saint-Avold : Anselme Grinevald, dit « Augustus Grinevald » , né à Saint-Avold le 20 août 1819 [16],[17], peintre lorrain, célèbre pour ses vues de Columbia et Charleston (Caroline du Sud) et pour ses tableaux militaires de la Guerre de Sécession.
- 29 septembre : Jean-Baptiste Gérard, homme politique français né le 29 octobre 1791 à Velaine-en-Haye (Meurthe)
- 18 décembre à Nancy : François Augustin, baron Thiry, né à Nancy le 24 février 1794 , général et homme politique français.